# Beglik Tasch

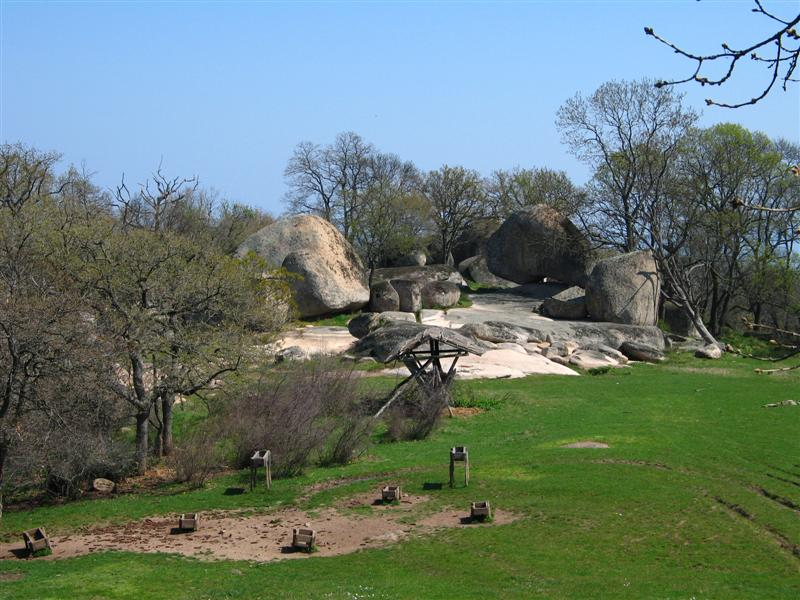
Teil des Felsenheiligtums Beglik Tasch

Beglik Tasch oder Begliktasch (auch Beglik Tash, bzw. Begliktash, bulgarisch Бегликташ, bzw. Беглик Таш), in Bulgarien, ist ein religiöser Komplex, der vom 14. Jahrhundert v. Chr. bis ins 6. Jahrhundert n. Chr. als Felsenheiligtum genutzt wurde und dessen steinerne Reste teilweise erhalten geblieben sind. 
Das Heiligtum Beglik Tasch befindet sich im höchstgelegenen Teil (128 m über dem Meeresspiegel) des gleichnamigen Kaps, das Teil des Kaps Maslen nos ist, etwa 3 km nördlich von Primorsko. Es umfasst eine Fläche von 0,6 ha, wurde von den Thrakern errichtet und war Teil der antiken Stadt Ranuli an der Mündung des Flusses Ropotamo ins Schwarze Meer.
Das bewaldete Territorium, auf dem sich das Heiligtum befindet, gehörte einst zur Jagdresidenz des ehemaligen kommunistischen Staatsführers Todor Schiwkow (Regierungszeit 1954–1989). Aus diesem Grund blieb es der Wissenschaft bis 2003 unbekannt.